# Trihiuride
Trihiuridele sau peștii sabie (Trichiuridae) sunt o familia de pești teleosteeni marini bentopelagici, de talie mijlocie sau mare (până la 1-2 m lungime), răspândiți în apele adânci din regiunile temperate, subtropicale și tropicale ale oceanelor Atlantic, Indian și Pacific. Au corpul extrem de alungit, puternic comprimat, în formă de panglică, efilat (lung și subțire) în partea posterioară. Pielea este goală, fără solzi. Gura mare, neprotractilă, este înarmată cu dinți puternici pe ambele fălci. Falca inferioară este proeminentă. Au o singură înotătoare dorsală joasă și foarte lungă, formată din 2 părți: una anterioară cu spini și alta posterioară mai lungă cu raze moi. Înotătoare anală este scurtă sau redusă la câțiva spinuli. Înotătoarele pectorale sunt mici și inserate jos pe laturile corpului. Înotătoarele pelviene sunt reduse la un spin asemănător cu un solz sau complet absente. Înotătoare caudală este mică și bifurcată sau absentă. Corpul este de obicei argintiu, ușor mai închis pe spate. Trăiesc în mod obișnuit în apele profunde ale platoului continental și a taluzului de la suprafață până la 1600 m adâncime. Sunt răpitori rapizi și voraci și se hrănesc cu pești, calmari și crustacee. Au importanța economică, mai multe specii sunt pescuite local. Familia cuprinde 3 subfamilii, 10 genuri și 44 specii.

## Descrierea
Pești predominant mari (până la 1-2 m lungime totală). Corpul extrem de alungit, puternic comprimat și rubanat (în formă de panglică), efilat în partea posterioară. Capul este lung, botul ascuțit. Gura mare, neprotractilă, falca inferioară proeminentă. De obicei au un apendice cutanat la extremitatea fiecărei fălci. Maxilarul ascuns (acoperit) de preorbital. Gura este înarmată pe ambele fălci și palat cu dinți canini puternici, lungi, ascuțiți și tăioși. Pe partea anterioară a fălcii superioare și uneori pe partea anterioară a fălcii inferioare dinții sunt asemănători cu colții. O singură nară pe fiecare parte laterală a botului. Operculul fragmentat.
O singură înotătoare dorsală joasă și foarte lungă, care începe din spatele ochiului și se întinde pe aproape întreaga lungime a corpului; partea sa anterioară spinoasă (cu spini) este foarte scurtă și se continuă cu partea posterioară moale (cu raze moi) mai lungă; la unele specii între partea spinoasă și partea moale se află o crestătură. Înotătoare anală cu doi spini liberi în spatele anusului și 56-121 raze moi este scurtă sau redusă la câțiva spinuli scurți izolați. Înotătoarele pectorale cu 12 raze sunt mici și inserate mediolateral sau mai jos pe laturile corpului. Înotătoarele pelviene reduse la un spin turtit asemănător cu un solz și 0-1 raze moi rudimentare mici (Lepidopus) sau complet absente (Trichiurus). Înotătoare caudală este mică și bifurcată (Lepidopus) sau absentă, corpul se subțiază treptat într-un vârf ascuțit (Trichiurus).
O singură linie laterală simplă. Pielea este goală, fără solzi. Fără carene pe peduncul caudal. Au 58-192 vertebre (34-53 abdominale + 24-151 caudale).

## Colorație
Corpul de obicei argintiu, ușor mai închis pe spate, cu nuanțe irizate, fără semne sau pete distinctive pe corp. Înotătoarele dorsală și anală cu o nuanță de galben pal. Înotătoarele pectorale semitransparente.

## Habitat
Sunt pești marini bentonici sau bentopelagici, răspândiți în apele temperate calde, subtropicale și tropicale ale oceanelor Atlantic, Indian și Pacific. Trăiesc în mod obișnuit în apele profunde ale platoului continental și a taluzului de la suprafață până la 1600 m adâncime; unele specii nu depășesc 450 m adâncime și sunt uneori comune în apele de coastă de mică adâncime.

## Hrana
Sunt înotători rapizi și prădători voraci. Se hrănesc cu pești, calmari și crustacee. Juvenilii și peștii imaturi se hrănesc în mare parte cu krilli (Euphausiacea), crustacee planctonice mici și pești mici.

## Reproducerea
Icrele și alevini sunt pelagici.

## Importanța economică
Au importanța economică. Se ridica noaptea aproape de suprafața apei și mai multe specii sunt obiectul unui pescuit local comercial cu paragatele și traulul. Carnea lor este foarte gustoasă, dar puțin abundentă. Sunt comercializați mai ales în stare proaspătă, sărați sau congelați.

## Sistematica
Au lăsat fosile din terțiarul inferior și eocenului inferior.
Familie trihiuride cuprinde 3 subfamilii, 10 genuri și 44 specii :
- Subfamilia Aphanopodinae
  - genul Aphanopus
    - Aphanopus arigato Parin, 1994
    - Aphanopus beckeri Parin, 1994
    - Aphanopus capricornis Parin, 1994
    - Aphanopus carbo Lowe, 1839
    - Aphanopus intermedius Parin, 1983
    - Aphanopus microphthalmus Norman, 1939
    - Aphanopus mikhailini Parin, 1983

  - genul Benthodesmus
    - Benthodesmus elongatus (Clarke, 1879)
    - Benthodesmus macrophthalmus Parin & Becker, 1970
    - Benthodesmus neglectus Parin, 1976
    - Benthodesmus oligoradiatus Parin & Becker, 1970
    - Benthodesmus pacificus Parin & Becker, 1970
    - Benthodesmus papua Parin, 1978
    - Benthodesmus simonyi (Steindachner, 1891)
    - Benthodesmus suluensis Parin, 1976
    - Benthodesmus tenuis (Günther, 1877)
    - Benthodesmus tuckeri Parin & Becker, 1970
    - Benthodesmus vityazi Parin & Becker, 1970
- Subfamilia Lepidopodinae
  - genul Assurger
    - Assurger anzac (Alexander, 1917)

  - genul Eupleurogrammus
    - Eupleurogrammus glossodon (Bleeker, 1860)
    - Eupleurogrammus muticus (Gray, 1831)

  - genul Evoxymetopon
    - Evoxymetopon macrophthalmus Chakraborty, Yoshino & Iwatsuki, 2006
    - Evoxymetopon poeyi Günther, 1887
    - Evoxymetopon taeniatus Gill, 1863

  - genul Lepidopus
    - Lepidopus altifrons Parin & Collette, 1993
    - Lepidopus calcar Parin & Mikhailin, 1982
    - Lepidopus caudatus (Euphrasen, 1788)
    - Lepidopus dubius Parin & Mikhailin, 1981
    - Lepidopus fitchi Rosenblatt & Wilson, 1987
    - Lepidopus manis Rosenblatt & Wilson, 1987

  - genul Tentoriceps
    - Tentoriceps cristatus (Klunzinger, 1884)
- Subfamilia Trichiurinae
  - genul Demissolinea
    - Demissolinea novaeguineensis Burhanuddin & Iwatsuki, 2003

  - genul Lepturacanthus
    - Lepturacanthus pantului (Gupta, 1966)
    - Lepturacanthus roelandti (Bleeker, 1860)
    - Lepturacanthus savala (Cuvier, 1829)

  - genul Trichiurus
    - Trichiurus auriga Klunzinger, 1884
    - Trichiurus australis Chakraborty, Burhanuddin & Iwatsuki, 2005
    - Trichiurus brevis Wang & You, 1992
    - Trichiurus gangeticus Gupta, 1966
    - Trichiurus lepturus Linnaeus, 1758
    - Trichiurus margarites Li, 1992
    - Trichiurus nanhaiensis Wang & Xu, 1992
    - Trichiurus nickolensis Burhanuddin & Iwatsuki, 2003
    - Trichiurus russelli Dutt & Thankam, 1967